# 若江岩田駅

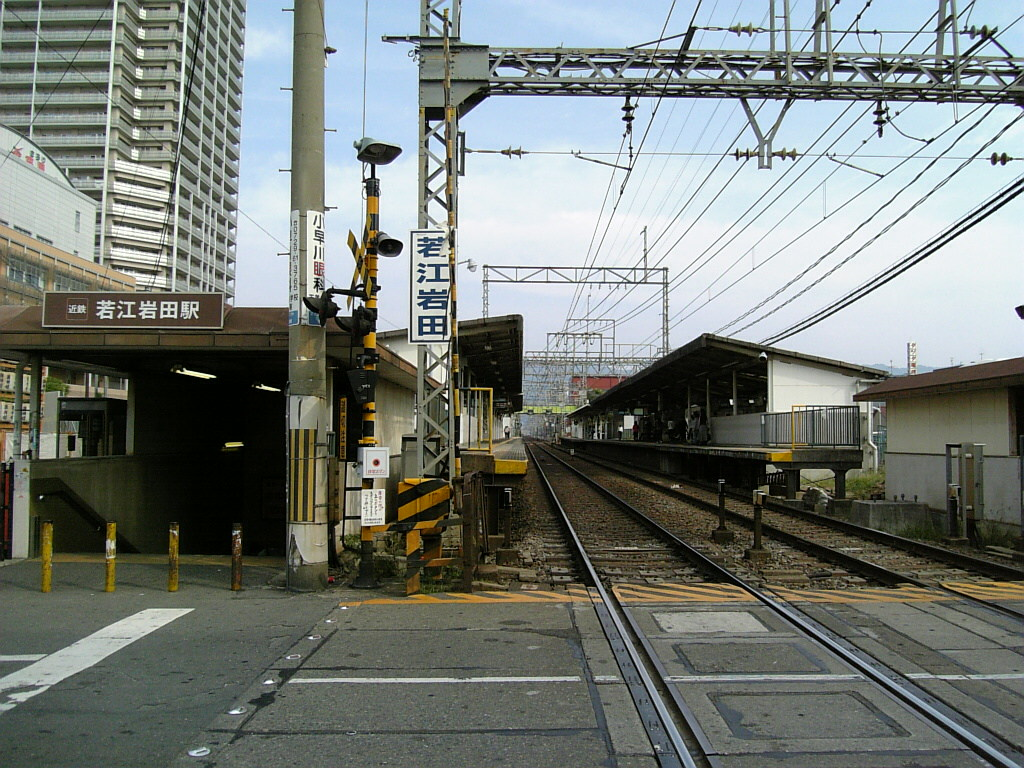
若江岩田駅と駅出入口の地下道、高架工事前

若江岩田駅（わかえいわたえき）は、大阪府東大阪市岩田町四丁目にある、近畿日本鉄道（近鉄）奈良線の駅。駅番号はA10。

## 歴史
- 1914年（大正3年）4月30日：大阪電気軌道開通時に若江駅として開業[1]。
- 1925年（大正14年）：若江岩田駅に改称[2][3]。
- 1941年（昭和16年）3月15日：参宮急行電鉄との合併により関西急行鉄道の駅となる[1]。
- 1944年（昭和19年）6月1日：会社合併により近畿日本鉄道の駅となる[1]。
- 2006年（平成18年）12月9日：北側の仮駅舎を併用開始。上下線の改札を分離。
- 2007年（平成19年）4月1日：ICカード「PiTaPa」の利用が可能となる[4]。
- 2010年（平成22年）5月30日：下り線の高架化工事が完成し供用開始[5]。
- 2014年（平成26年）9月21日：上り線の高架化工事が完成し供用開始[6]。
- 2017年（平成29年）2月15日：高架下の新改札、北出口、上りホームへのエスカレーターを併用開始。代わりに2006年より併用していた仮駅舎を閉鎖。

## 駅構造
相対式2面2線の高架駅。改札口・駅員室は高架下にあり、両ホームとも上りのみエスカレーターが整備されている。
連続立体交差事業の進捗に伴い2006年12月9日から上下線の改札が分離された（それまでは地下改札が上下線共用の改札であった）が、上りホームの2014年9月21日の高架化により、再び上下線の改札内での行き来が可能になった。上下共高架駅になってから新改札口併用開始までは、上りホームは仮設エレベーターと仮設階段で接続し、ホーム拡張工事に合わせてエスカレーターを設置していた。出入口は北側に仮設の駅舎があった。
東花園駅管理の有人駅で、PiTaPa・ICOCA対応の自動改札機および自動精算機（回数券カードおよびICカードのチャージに対応）が設置されている。

### のりば
| のりば | 路線     | 方向 | 行先               |
| ------ | -------- | ---- | ------------------ |
| 1      | A 奈良線 | 下り | 近鉄奈良方面       |
| 2      | A 奈良線 | 上り | 大阪難波・尼崎方面 |

## 利用状況
2023年11月7日における1日乗降人員は14,793人である。
近年における1日乗降人員の推移は下表の通り。
| 年度               | 特定日利用状況 | 特定日利用状況 | 特定日利用状況 | 特定日利用状況 | 1日平均 乗車人員 | 出典       | 出典          | 出典            |
| 年度               | 調査日         | 乗車人員       | 降車人員       | 乗降人員       | 1日平均 乗車人員 | 近鉄       | 大阪府        | 東大阪市        |
| ------------------ | -------------- | -------------- | -------------- | -------------- | ---------------- | ---------- | ------------- | --------------- |
| 1990年（平成02年） | 11月06日       | 10,900         | 11,017         | 21,917         |                  |            | [ 大阪府 1 ]  |                 |
| 1991年（平成03年） | -              | -              | -              | -              |                  |            | [ 大阪府 2 ]  |                 |
| 1992年（平成04年） | 11月10日       | 11,309         | 11,042         | 22,351         |                  |            | [ 大阪府 3 ]  |                 |
| 1993年（平成05年） | -              | -              | -              | -              |                  |            | [ 大阪府 4 ]  |                 |
| 1994年（平成06年） | -              | -              | -              | -              |                  |            | [ 大阪府 5 ]  |                 |
| 1995年（平成07年） | 12月05日       | 10,495         | 10,828         | 21,323         |                  |            | [ 大阪府 6 ]  |                 |
| 1996年（平成08年） | -              | -              | -              | -              |                  |            | [ 大阪府 7 ]  |                 |
| 1997年（平成09年） | -              | -              | -              | -              |                  |            | [ 大阪府 8 ]  |                 |
| 1998年（平成10年） | 11月10日       | 9,699          | 9,849          | 19,548         |                  |            | [ 大阪府 9 ]  |                 |
| 1999年（平成11年） | -              | -              | -              | -              | 10,057           |            | [ 大阪府 10 ] | [ 東大阪市 1 ]  |
| 2000年（平成12年） | 11月07日       | 9,128          | 8,922          | 18,050         | 9,836            |            | [ 大阪府 11 ] | [ 東大阪市 1 ]  |
| 2001年（平成13年） | -              | -              | -              | -              | 9,634            |            | [ 大阪府 12 ] | [ 東大阪市 1 ]  |
| 2002年（平成14年） | -              | -              | -              | -              | 9,368            |            | [ 大阪府 13 ] | [ 東大阪市 1 ]  |
| 2003年（平成15年） | 11月11日       | 8,415          | 8,251          | 16,666         | 8,915            |            | [ 大阪府 14 ] | [ 東大阪市 1 ]  |
| 2004年（平成16年） | -              | -              | -              | -              | 8,730            |            | [ 大阪府 15 ] | [ 東大阪市 2 ]  |
| 2005年（平成17年） | 11月08日       | 8,095          | 7,654          | 15,749         | 8,582            |            | [ 大阪府 16 ] | [ 東大阪市 3 ]  |
| 2006年（平成18年） | -              | -              | -              | -              | 8,469            |            | [ 大阪府 17 ] | [ 東大阪市 4 ]  |
| 2007年（平成19年） | -              | -              | -              | -              | 8,350            |            | [ 大阪府 18 ] | [ 東大阪市 5 ]  |
| 2008年（平成20年） | 11月18日       | 7,697          | 7,697          | 15,394         | 8,319            |            | [ 大阪府 19 ] | [ 東大阪市 6 ]  |
| 2009年（平成21年） | -              | -              | -              | -              | 7,999            |            | [ 大阪府 20 ] | [ 東大阪市 7 ]  |
| 2010年（平成22年） | 11月09日       | 7,549          | 7,540          | 15,089         | 7,996            | [ 近鉄 1 ] | [ 大阪府 21 ] | [ 東大阪市 8 ]  |
| 2011年（平成23年） | -              | -              | -              | -              | 8,061            |            | [ 大阪府 22 ] | [ 東大阪市 9 ]  |
| 2012年（平成24年） | 11月13日       | 7,499          | 7,585          | 15,084         | 8,130            | [ 近鉄 2 ] | [ 大阪府 23 ] | [ 東大阪市 10 ] |
| 2013年（平成25年） | -              | -              | -              | -              | 8,135            |            | [ 大阪府 24 ] | [ 東大阪市 11 ] |
| 2014年（平成26年） | -              | -              | -              | -              | 7,933            |            | [ 大阪府 25 ] | [ 東大阪市 12 ] |
| 2015年（平成27年） | 11月10日       | 7,424          | 7,348          | 14,772         | 7,959            | [ 近鉄 3 ] | [ 大阪府 26 ] | [ 東大阪市 13 ] |
| 2016年（平成28年） | -              | -              | -              | -              | 8,099            |            | [ 大阪府 27 ] | [ 東大阪市 14 ] |
| 2017年（平成29年） | -              | -              | -              | -              | 8,276            |            | [ 大阪府 28 ] | [ 東大阪市 15 ] |
| 2018年（平成30年） | 11月13日       | 8,000          | 7,832          | 15,832         | 8,474            | [ 近鉄 4 ] | [ 大阪府 29 ] | [ 東大阪市 16 ] |
| 2019年（令和元年） | -              | -              | -              | -              | 8,542            |            | [ 大阪府 30 ] | [ 東大阪市 17 ] |
| 2020年（令和02年） | -              | -              | -              | -              | 6,755            |            | [ 大阪府 31 ] | [ 東大阪市 18 ] |
| 2021年（令和03年） | 11月09日       | 7,113          | 6,960          | 14,073         | 7,189            | [ 近鉄 5 ] | [ 大阪府 32 ] | [ 東大阪市 19 ] |
| 2022年（令和04年） | 11月08日       | 7,128          | 6,965          | 14,093         | 7,742            | [ 近鉄 6 ] | [ 大阪府 33 ] | [ 東大阪市 20 ] |
| 2023年（令和05年） | 11月07日       |                |                | 14,793         |                  | [ 近鉄 7 ] |               |                 |

## 駅周辺
駅西側は商店街。駅北側に若江岩田駅前市街地再開発ビル「希来里（）」があり、中に東大阪市役所の若江岩田駅前リージョンセンターとして若江岩田駅前行政サービスセンター、保健所、中保健センター、くすのきプラザなどがある。東大阪市役所（旧・河内市役所）が駅北側にあったが、2003年に荒本駅近くに移転した。また、木村重成最期の地であったことから重成の史跡や木村の名をつけた場所が点在する。
- 近商ストア若江岩田店（希来里ビル1階）
- コノミヤ若江岩田店
- ニトリモール東大阪（近鉄ハーツ跡地に2011年10月5日オープン。スーパービバホームなどがテナントに入っている）[8]
- タツタ電線本社・大阪工場
- 東大阪岩田郵便局
- 三井住友銀行若江岩田出張所（旧河内銀行→住友銀行）  - ※2021年1月18日より、若江岩田支店が小阪支店（河内小阪駅の近く）内に移転しており、ATMのみの店舗となっている。
- 近畿自動車教習所
- 喜馬病院
- 大阪府道21号八尾枚方線 - 駅東側を陸橋で線路を越えていたが、高架化工事のため陸橋は廃止された。
- 大阪中央環状線
- 近畿自動車道
- 石田神社
- 観音寺
- 若江城跡
- 八尾・若江古戦場（八尾市幸町6丁目）- 徒歩20分。
- 木村重成の墓[9]
- 木村重成表忠碑 ‐ 西村捨三知事の発起により1897年建立[9]
- 蓮城寺 ‐ 木村重成の戦死により、重成の叔父の蓮性院日相上人が創建したと言われ、重成の石碑や位牌堂などがある[9][10]。
- 若江鏡神社
- 若江木村通り[9]
- 木村橋[9]
- 山口重信の墓[9]

## バス路線
駅東側で交差する府道21号八尾枚方線上に近鉄バスの停留所が設置されている。停留所名は「若江岩田」。
2017年3月11日に、北へ約300mの現在地に移転した。
| のりば | 路線名 | 系統・行先             | 備考                       |
| ------ | ------ | ---------------------- | -------------------------- |
| 北行   | 萱島線 | 36・43番：JR住道       |                            |
| 北行   | 萱島線 | 38番：荒本駅前         | 土休日の最終便のみ         |
| 北行   | 萱島線 | 39番：萱島             | 平日朝夕2本ずつのみ運行    |
| 南行   | 萱島線 | 36・39番：近鉄八尾駅前 | 朝夕に運行                 |
| 南行   | 萱島線 | 43番：近鉄八尾駅前     | 日中に運行。アリオ八尾経由 |

## 隣の駅
近畿日本鉄道
A 奈良線
■快速急行・■急行・■準急・■区間準急
通過
■普通
八戸ノ里駅 (A09) - 若江岩田駅 (A10) - 河内花園駅 (A11)
- 括弧内は駅番号を示す。

### 利用状況の出典
1. ↑  駅別乗降人員 奈良線 橿原線 天理線 - 近畿日本鉄道
2. ↑  大阪府統計年鑑 - 大阪府
3. ↑  東大阪市統計書 - 東大阪市

#### 大阪府統計年鑑
1. ↑  大阪府統計年鑑（平成3年） (PDF)
2. ↑  大阪府統計年鑑（平成4年） (PDF)
3. ↑  大阪府統計年鑑（平成5年） (PDF)
4. ↑  大阪府統計年鑑（平成6年） (PDF)
5. ↑  大阪府統計年鑑（平成7年） (PDF)
6. ↑  大阪府統計年鑑（平成8年） (PDF)
7. ↑  大阪府統計年鑑（平成9年） (PDF)
8. ↑  大阪府統計年鑑（平成10年） (PDF)
9. ↑  大阪府統計年鑑（平成11年） (PDF)
10. ↑  大阪府統計年鑑（平成12年） (PDF)
11. ↑  大阪府統計年鑑（平成13年） (PDF)
12. ↑  大阪府統計年鑑（平成14年） (PDF)
13. ↑  大阪府統計年鑑（平成15年） (PDF)
14. ↑  大阪府統計年鑑（平成16年） (PDF)
15. ↑  大阪府統計年鑑（平成17年） (PDF)
16. ↑  大阪府統計年鑑（平成18年） (PDF)
17. ↑  大阪府統計年鑑（平成19年） (PDF)
18. ↑  大阪府統計年鑑（平成20年） (PDF)
19. ↑  大阪府統計年鑑（平成21年） (PDF)
20. ↑  大阪府統計年鑑（平成22年） (PDF)
21. ↑  大阪府統計年鑑（平成23年） (PDF)
22. ↑  大阪府統計年鑑（平成24年） (PDF)
23. ↑  大阪府統計年鑑（平成25年） (PDF)
24. ↑  大阪府統計年鑑（平成26年） (PDF)
25. ↑  大阪府統計年鑑（平成27年） (PDF)
26. ↑  大阪府統計年鑑（平成28年） (PDF)
27. ↑  大阪府統計年鑑（平成29年） (PDF)
28. ↑  大阪府統計年鑑（平成30年） (PDF)
29. ↑  大阪府統計年鑑（令和元年） (PDF)
30. ↑  大阪府統計年鑑（令和2年） (PDF)
31. ↑  大阪府統計年鑑（令和3年） (PDF)
32. ↑  大阪府統計年鑑（令和4年） (PDF)
33. ↑  大阪府統計年鑑（令和5年） (PDF)

#### 東大阪市統計書
1. 1 2 3 4 5  平成16年版　統計書 - 東大阪市 (PDF)
2. ↑  平成17年版　統計書 - 東大阪市 (PDF)
3. ↑  平成18年版　統計書 - 東大阪市 (PDF)
4. ↑  平成19年版　統計書 - 東大阪市 (PDF)
5. ↑  平成20年版　統計書 - 東大阪市 (PDF)
6. ↑  平成21年版　統計書 - 東大阪市 (PDF)
7. ↑  平成22年版　統計書 - 東大阪市 (PDF)
8. ↑  平成23年版　統計書 - 東大阪市 (PDF)
9. ↑  平成24年版　統計書 - 東大阪市 (PDF)
10. ↑  平成25年版　統計書 - 東大阪市 (PDF)
11. ↑  平成26年版　統計書 - 東大阪市 (PDF)
12. ↑  平成27年版　統計書 - 東大阪市 (PDF)
13. ↑  平成28年版　統計書 - 東大阪市 (PDF)
14. ↑  平成29年版　統計書 - 東大阪市 (PDF)
15. ↑  平成30年版　統計書 - 東大阪市 (PDF)
16. ↑  令和元年版　統計書 - 東大阪市 (PDF)
17. ↑  令和2年版　統計書 - 東大阪市 (PDF)
18. ↑  令和3年版　統計書 - 東大阪市 (PDF)
19. ↑  令和4年版　統計書 - 東大阪市 (PDF)
20. ↑  令和5年版　統計書 - 東大阪市 (PDF)

#### 近畿日本鉄道
1. ↑  “駅別乗降人員 奈良線 橿原線 天理線”.   近畿日本鉄道. 2013年3月23日時点のオリジナルよりアーカイブ。2024年12月8日閲覧。
2. ↑  “駅別乗降人員 奈良線 橿原線 天理線”.   近畿日本鉄道. 2014年3月6日時点のオリジナルよりアーカイブ。2024年12月8日閲覧。
3. ↑  “駅別乗降人員 奈良線 橿原線 天理線”.   近畿日本鉄道. 2016年6月8日時点のオリジナルよりアーカイブ。2024年12月8日閲覧。
4. ↑  “駅別乗降人員 奈良線 橿原線 天理線”.   近畿日本鉄道. 2020年2月18日時点のオリジナルよりアーカイブ。2024年12月8日閲覧。
5. ↑  近鉄線駅別乗降人員データ【調査日：令和3年11月9日(火)】 (PDF)
6. ↑  近鉄線駅別乗降人員データ【調査日：令和4年11月8日(火)】 (PDF)
7. ↑  近鉄線駅別乗降人員データ【調査日：令和5年11月7日(火)】 (PDF)